# Битва за Ангаур
Битва за Ангаур (англ. Battle of Angaur) — сражение, произошедшее между США и Японской империей во время Тихоокеанской кампании союзников во Второй мировой войне с 17 по 30 сентября 1944 года. Сражение стало решающим в освобождении острова Палау от японской оккупации.

## История оккупации Ангаура
Ангаур — небольшой вулканический остров, расположенный примерно в 9-10 километрах от ближайшего острова Пелелиу. К середине 1944 года японцы в составе 1400 человек практически без сопротивления взяли остров.

## Ход битвы
Обстрелы Ангаура с линкора «Теннесси», крейсеров и бомбардировки пикирующих бомбардировщиков Донтлис с USS Wasp начались 11 сентября 1944 года. Шесть дней спустя, 17 сентября, 81-я пехотная дивизия США под командованием генерал-майора Пола Дж. Мюллера высадилась на северо-востоке и юго-востоке побережья. Мины и заторы на пляже первоначально создали больше проблем, чем японские контратаки. Но сопротивление ослабло, и американцы начали наступление на «Чашу» (холм возле озера Саломея) в северо-западной части острова, где японцы планировали дать свой последний бой. С 20 сентября 322-м батальон неоднократно нападал на Чашу, но 750 защитников отражали их атаки с помощью артиллерии, миномётов и пулемётов. Постепенно голод, жажда, американские бомбардировки и обстрелы ослабили японцев, и 25 сентября американцы ворвались на холм. Вместо того, чтобы сражаться в пещерах, они использовали бульдозеры, чтобы засыпать их входы, так что укрывшиеся там японцы задохнулись. К 30 сентября остров был полностью взят.
На острове до сих пор сохранилось множество американских и японских боевых реликвий.